# Поснов, Виктор Сергеевич
Ви́ктор Серге́евич Посно́в (3 марта 1932 — 9 января 2016) — советский, российский хозяйственный деятель, Заслуженный работник народного хозяйства Карельской АССР (1992).

## Биография
Родился 3 марта 1932 года Пронске рязанской области.
В 1950 году окончил среднюю школу в посёлке Пачелма.
В 1955 году, после окончания Ленинградского института инженеров железнодорожного транспорта, был направлен на работу в Карело-Финскую ССР. Работал инженером, механиком, начальником лесопункта в Ругозерском районе Карелии.
В 1960—1966 годах работал на выборных должностях в советских хозяйственных и партийных органах — заместитель председателя исполкома Сегежского райсовета, второй секретарь Сегежского райкома КПСС, первый секретарь Пудожского райкома КПСС. В 1961 году заочно окончил Ленинградскую лесотехническую академию им. С. М. Кирова.
В 1966—1971 годах — заведующий отделом лесной промышленности Карельского областного комитета КПСС.
В 1971—1972 годах — министр лесного хозяйства Карельской АССР.
В 1972—1987 годах — секретарь Карельского обкома КПСС, курировал лесную и сельскохозяйственную отрасль, торговлю и бытовое обслуживание.
В 1987—1998 годах — генеральный директор Всесоюзного лесопромышленного объединения «Кареллеспром».
Умер 9 января 2016 года.